# Grigorij Wiericzew
Grigorij Władimirowicz Wiericzew (ros. Григорий владимирович Веричев; ur. 4 kwietnia 1957 w Kungurze, zm. 25 maja 2006 w Czelabińsku) – rosyjski judoka. W barwach ZSRR brązowy medalista olimpijski z Seulu.
Zawody w 1988 były jego jedynymi igrzyskami olimpijskimi. Medal wywalczył w wadze ciężkiej, powyżej 95 kilogramów. W tej wadze był złotym medalistą mistrzostw świata w 1987, srebrnym w 1981 oraz brązowym w 1985 i 1989. Na mistrzostwach Europy sięgnął po cztery złote medale (w 1981, 1985 i 1988 w wadze ciężkiej, w 1987 w kategorii open), srebro w 1984 w wadze open oraz brąz w wadze ciężkiej w 1982, 1986 i 1989 i w kategorii open w 1983 i 1986.